# Paraty
Paraty é um município brasileiro localizado no litoral sul do estado do Rio de Janeiro, distante 258 quilômetros da capital estadual, a cidade do Rio de Janeiro. Junto ao oceano Atlântico, o território municipal está a uma altitude média de apenas cinco metros do nível do mar. Atualmente, possui 924,296 quilômetros quadrados, com uma população de 45.243 habitantes, representando uma densidade demográfica de 48,95 habitantes por quilômetro quadrado. Segundo estimativas do Instituto Brasileiro de Geografia e Estatística – IBGE realizada em 2014, o mesmo ocupa a 43ª posição entre os municípios do estado do Rio por população.

## Topônimo
O tupinólogo Eduardo Navarro, em seu Dicionário de Tupi Antigo (2013), aponta o étimo parati'y, do tupi antigo, que significa "rio dos paratis", pela junção de parati (parati) e  'y (rio). "Parati" é tanto uma espécie de peixe da família dos mugilídeos quanto uma variedade de mandioca, mas Navarro afirma que o topônimo provém do nome do peixe.
O gentílico de Paraty escreve-se com "i": seus habitantes são denominados paratienses.

## O Sítio Misto Patrimônio Mundial-Paraty e Ilha Grande: cultura e biodiversidade[10]
Com essa nomeação a região fica reconhecida como patrimônio natural e cultural, a área do Sítio Patrimônio Mundial compreende as seguintes unidades: o Parque Nacional da Serra da Bocaina, a Reserva Biológica Estadual da Praia do Sul, a Área de Proteção Ambiental de Cairuçu, o Centro Histórico de Paraty e o Morro da Vila Velha.
A cidade de Paraty já era integrante da Rede de Cidades Criativas da UNESCO na categoria gastronomia e após esse reconhecimento comprova a riqueza da diversidade local. A região se forma pelo intercâmbio das culturas indígena, africana e caiçara que se expressam nos bens culturais da cidade, Paraty engloba uma fusão de características próprias do patrimônio material e imaterial. Herança e vida de povos tradicionais que usam a terra e o mar de forma sustentável, demonstrando a interação do homem com o meio ambiente. Ao se unir à Ilha Grande, o sítio torna-se ainda mais representativo com áreas de beleza natural excepcional.
Critérios específicos apresentados ao Comitê do Patrimônio Mundial fizeram a área ser declarada de importância para toda a humanidade, já que a região se formou pelo intercâmbio entre as culturas indígena, africana e caiçara que se expressam nos bens que usam a terra e o mar de forma sustentável, demonstrando a interação do homem com o meio ambiente; assim como, o fato de conter habitats naturais importantes e significativos para a conservação da diversidade biológica. Assim, o território reconhecido como patrimônio natural e cultural, compreende as unidades de proteção ambiental: Parque Nacional da Serra da Bocaina (Paraty/RJ e Cunha/SP), Reserva Biológica Estadual da Praia do Sul (Ilha Grande - Angra dos Reis/RJ); Parque Estadual da Ilha Grande (Ilha Grande - Angra dos Reis/RJ); Área de Proteção Ambiental de Cairuçu (Paraty/RJ); o Centro Histórico de Paraty e o Morro da Vila Velha (Paraty/RJ).
O Município de Paraty apresenta referências culturais materiais e imateriais remanescentes do seu povoamento pré-histórico e de seu histórico colonial; conjugadas aos costumes e cultura das populações tradicionais que ainda habitam seu território.
A cidade de Paraty integra a Rede de Cidades Criativas da UNESCO na categoria gastronomia, reconhecimento prévio que já comprovava a relevância internacional da diversidade local. Ao se unir à Ilha Grande, o sítio torna-se ainda mais representativo com áreas de grande riqueza e beleza naturais excepcionais.

### Sítio misto Patrimônio Mundial
Segundo o IPHAN - Instituto do Patrimônio Histórico e Artístico Nacional o sítio misto de Paraty é caracterizado por Serra da Bocaina, onde se pode percorrer parte do Caminho do Ouro, observar a rica biodiversidade e apreciar a vista da baía da Ilha Grande a partir da Pedra da Macela; Parque Estadual da Ilha Grande: encontra-se uma variedade de oficinas líticas, vestígios pré-históricos de indígenas, que usavam rochas para polir e afiar seus instrumentos de pedra;Reserva Biológica da Praia do Sul: área de preservação máxima, é um santuário da fauna e flora marinhas, e praias bem preservadas;Área de Proteção Ambiental de Cairuçu: tem como principais atrativos praias e ilhas, o Saco do Mamanguá, cultura caiçara, quilombola e indígena, além do sítio histórico de Paraty-Mirim, tem sua paisagem marcada pela tradicional canoa caiçara;Centro Histórico de Paraty: palco de muitos festejos tradicionais, como a Festa do Divino Espírito Santo, registrada como patrimônio cultural brasileiro
Paraty e Ilha Grande foram escolhidos porque possuem uma cultura viva, que interage de forma sustentável com o meio ambiente, respeitando a exploração dos recursos naturais, terrestres e aquáticos de forma que haja equilíbrio na relação cultura e natureza.
Aqui temos alguns exemplos de unidades de conservação de Paraty: Parque Nacional da Serra da Bocaina e a Área de Proteção Ambiental de Cairuçu, ambas unidades de conservação federais do Instituto Chico Mendes de Conservação da Biodiversidade (ICMBio), além das estaduais (Parque Estadual da Ilha Grande e a Reserva Biológica Estadual da Praia do Sul). A fauna e flora excepcionais da região formam uma complexa rede de interações ecológicas que compõem um delicado ecossistema. Fauna: espécies ameaçadas de extinção, como a onça-pintada (Panthera onca), o queixada (Tayassu pecari), primatas como o muriqui-do-sul (Brachyteles arachnoides) e o bugio-ruivo (Alouatta guariba clamitans). Dentre os invertebrados ameaçados, destacam-se duas espécies de borboletas: Euselasia eberti, conhecida apenas de duas localidades em florestas de altitude da mata atlântica; e Voltinia sanarita, habitante de campos de altitude. Flora: por ser território de grande biodiversidade, tem espécies inestimáveis de bromélias (plantas natural das florestas tropicais).
Na Ilha Grande encontramos o Parque Estadual da Ilha Grande, o Parque Estadual Marinho do Aventureiro, a Reserva Biológica Estadual da Praia do Sul (o acesso é restrito ou entrada com autorização pelo Instituto Estadual do Ambiente (Inea) e a Área de Proteção Ambiental (APA) de Tamoios, elas são unidades de conservação. Ilha Grande é um refúgio onde o bioma da Mata Atlântica ainda é preservado, com suas florestas, rios, lagoas, manguezais, fauna: as referências são as tartarugas marinhas, o caranguejo Maria-Farinha, os micos e os saguis. O local possui acesso fácil em trilhas.

## Objetivos de Desenvolvimento Sustentável-ODS e o Sítio Patrimônio Mundial[13]
É importante ressaltar que a conservação do Bioma, como um todo, dialoga muito bem com os indicadores dos Objetivos de Desenvolvimento Sustentável (ODS), principalmente quando pensamos em preservação, equilíbrio, respeito, justiça e sustentabilidade como perspectivas para o futuro.

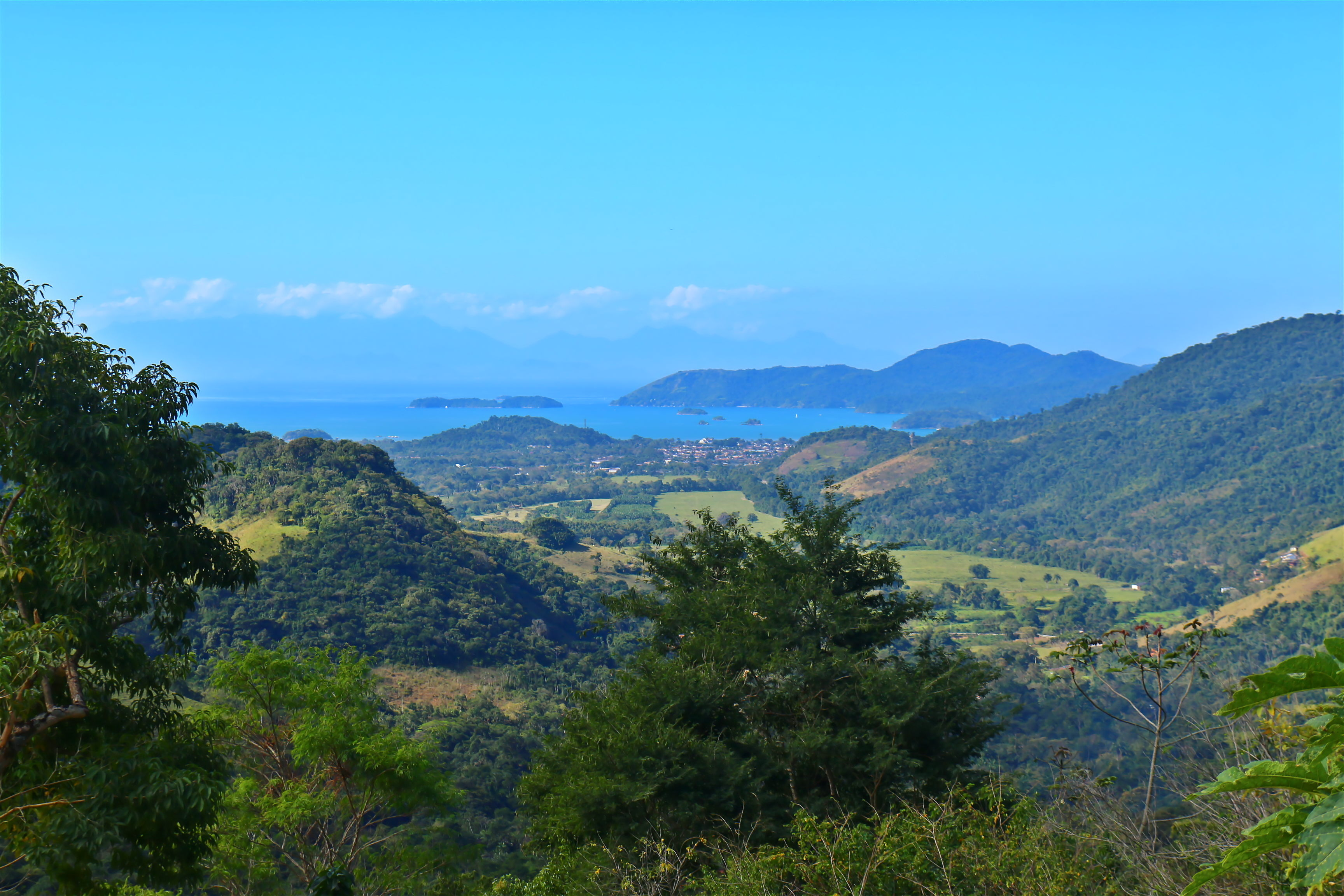
Beleza natural e biodiversidade de Paraty

Para fins de exemplificação, um dos dezessete objetivos dos ODS é o Objetivo 6 - “Água potável e Saneamento” - que estabelece que até 2030 atores chaves da sociedade precisarão garantir em todo o mundo o acesso à água potável, e para que isso aconteça é fundamental investimento em infraestrutura adequada, acesso a saneamento e higiene. E nada melhor que proteger e recuperar o ecossistema do mundo. E por fazer parte de um patrimônio misto, é necessário ter um olhar mais atento em Paraty e Ilha Grande, onde por exemplo, é usado o Córrego do Bicão para abastecer grande parte da Vila do Abraão, porém ainda não possui um sistema adequado de tratamento de efluentes, o que requer soluções alternativas e sustentáveis por ser uma área insular. Já em Paraty a prefeitura querendo acabar com a precariedade que havia perante a isso fez com que eles tivessem o abastecimento de água potável na cidade, tratamento de esgoto coletado, tratamento de água e uma outra coisa essencial que foi o reforço no sistema de captação fazendo com que o volume da água aumentasse.
Apesar da biogeografia privilegiada para a captação de águas advindas da Serra do Mar, que permite um farto abastecimento, o esforço dos governantes não foi, até hoje, suficiente para promover melhora no âmbito do saneamento básico. Não há, em Paraty, um tratamento de efluentes (domésticos e comerciais) eficaz, o que torna o ecossistema local mais vulnerável a cada temporada de turismo.
Essas regiões terem se tornado Patrimônio Mundial requerem cuidados para a sua preservação, o que também contribui para que o acesso equitativo seja produzido, assim como ocorram mais ações de políticas públicas envolvendo a garantia de água e saneamento de forma segura a todos da localidade.

## Comunidades tradicionais

### Caiçaras[15]
Caiçara e um povo que vive no litoral do RJ e de SP que tem uma miscigenação de indígenas, brancos e negros, a cultura deste povo veio com o encontro dos indígenas que já habitavam o local com os novos colonizadores e a população africana trazida para o continente Americano, e vivem basicamente da pesca e alguns cultivos como mandioca e milho; os caiçaras tem um respeito pela natureza, a protegem de forma que só utilizam o que e necessário para o grupo. A canoa caiçara é construída de um modo diferente que só o grupo faz, é esculpida em um tronco de árvore feita por mestres caiçaras, existem pelo menos 40 comunidades caiçaras em Paraty. Suas principais atividades são a pesca, coleta de alimentos na mata, roçado e turismo
Este povo tem uma luta pelo direito de permanecer nos territórios tradicionais. Essa luta começou em 1955, quando inaugurou a estrada Cunha-Paraty (RJ), antigo caminho indígena, assim inaugurando também a conexão dos caiçaras com o resto do Brasil, trazendo os primeiros turistas e também os interessados em adquirir aquelas terras. Em 1974 com a inauguração da estrada Rio-Santos foi selada uma luta dos caiçaras para permanecerem no lugar onde viveram seus antepassados, contra a especulação imobiliária e negociando o manejo junto aos órgãos ambientais para permanecerem nas áreas de preservação ambiental.
Após a expulsão de algumas das comunidades caiçaras de seus territórios tradicionais seus habitantes foram morar nas favelas de Paraty, e começaram a trabalhar como caseiros e domésticas.

### Indígenas[16]
Há duas aldeias Guarani-Mbya localizadas em Paraty, com terras demarcadas pela F.U.N.A.I, sendo elas:Tekoa Tatim, situada em Paraty Mirim e Tekoa Araponga que está localizada no Parque Nacional da Serra da Bocaina, além disso há um assentamento Guarani-Nhandeva que está situado em Rio Pequeno.
Nas duas aldeias os indígenas se dedicam a “vida na mata” - o seu modo de vida - ao mesmo tempo mantêm contato com a sociedade envolvente, tentando preservar sua identidade cultural enquanto absorvem novos hábitos e técnicas no seu cotidiano. Os habitantes das aldeias têm o costume de plantar, pescar, caçar e colher frutas do mato. Precisam cumprir e respeitar as regras e uma conduta divina que são transmitidas pelos xamãs - a cosmologia Guarani.

### Quilombolas[8]
Os quilombolas são territórios étnicos-raciais com ocupação baseada na ancestralidade, no parentesco, e em tradições culturais próprias.
Uma das comunidades é a nomeada Quilombo do Cabral, localizado no município de Paraty, a cerca de 10km do centro histórico, no segundo distrito de Paraty-Mirim. Está rodeado por outras comunidades tradicionais de caiçaras, aldeias indígenas Guarani, e o Quilombo do Campinho que surgiu no final do século XIX com a falência do regime escravocrata, e que nos dias de hoje ainda praticam o cultivo e o artesanato, e está aberto para visitas guiadas com o intuito de conhecermos a história dos descendentes africanos, sua luta e resistência, sua cultura, arte e gastronomia.

## História

### População Indígena
Anteriormente a chegada dos europeus ao Brasil, a região da atual Paraty era habitada por indígenas guaianás. Por volta do ano 1000, estes foram expulsos para o interior do continente devido à chegada dos tupis, procedentes da Amazônia.
Após a chegada dos europeus, principalmente portugueses, no século XVI, a dinâmica da população indígena em Paraty sofreu transformações significativas. O contato com os colonizadores trouxe consigo desafios como doenças, para as quais os indígenas não tinham imunidade, e conflitos territoriais, que alteraram profundamente as estruturas sociais e culturais desses povos. No entanto, vestígios da resistência e da influência indígena permanecem na área, visíveis em aspectos da cultura local, como as festas de São Benedito, tradicionalmente associadas aos descendentes dos escravizados e indígenas, e na culinária, que ainda conserva traços dos métodos tradicionais de preparo dos alimentos. Além disso, a região de Serra da Bocaina próxima a Paraty, é um importante refúgio para os descendentes dessas comunidades indígenas, onde tentam preservar suas tradições e modos de vida, apesar da crescente pressão do turismo e expansão urbana.

### Início do povoamento europeu

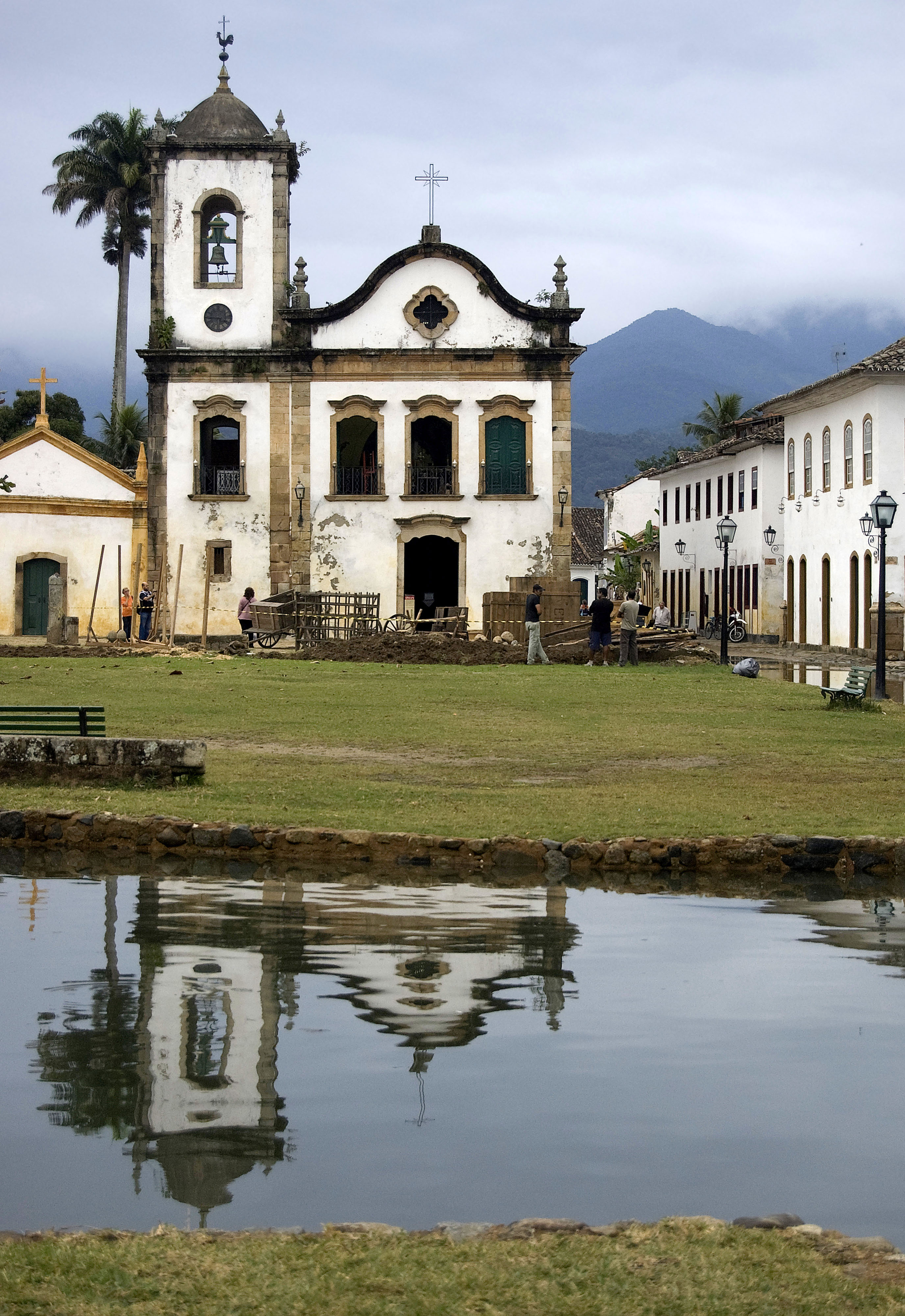
Rua de Paraty inundada pela maré alta. Ao fundo, a Igreja de Santa Rita de Cássia.

No século XVI, quando os primeiros europeus chegaram à região de Paraty, esta era habitada pela tribo tupi dos tamoios. Nos primeiros anos do século XVI, os portugueses já conheciam a trilha aberta pelos Guaianás (Trilha dos Goianás) ligando as praias de Paraty ao vale do Paraíba, para lá da Serra do Mar. O primeiro registro escrito sobre a região da atual Paraty é o livro do mercenário alemão Hans Staden, "História verdadeira e descrição de um país de selvagens..." (Marburgo, 1557), que narra a estadia deste por quase um ano em aldeias Tupinambás nas regiões de Paraty e de Angra dos Reis.

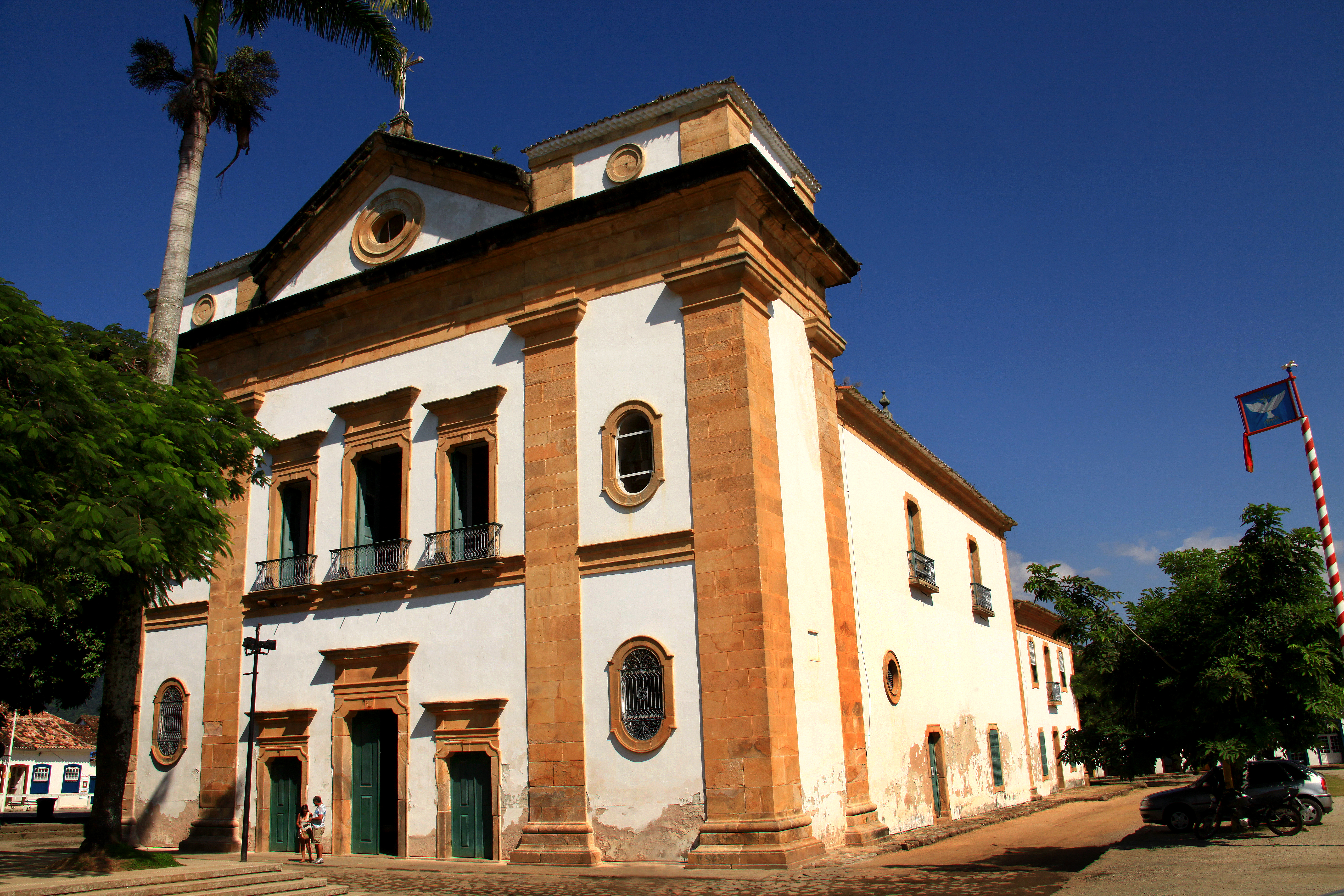
Igreja Matriz de Nossa Senhora dos Remédios

### Emancipação política
A partir de 1664 várias comunidades se registraram entre os moradores, visando tornar a povoação independente da vizinha Angra dos Reis, o que veio a ocorrer em 1670, como fruto da revolta liderada por Domingos Gonçalves de Abreu, vindo o povoado a ser alçado à categoria de vila. Este ato de comunidade foi reconhecido por Afonso V de Portugal, que, por Carta Régia de 28 de fevereiro de 1677 ratificou o ato dando-lhe o nome de "Vila de Nossa Senhora dos Remédios de Paraty".

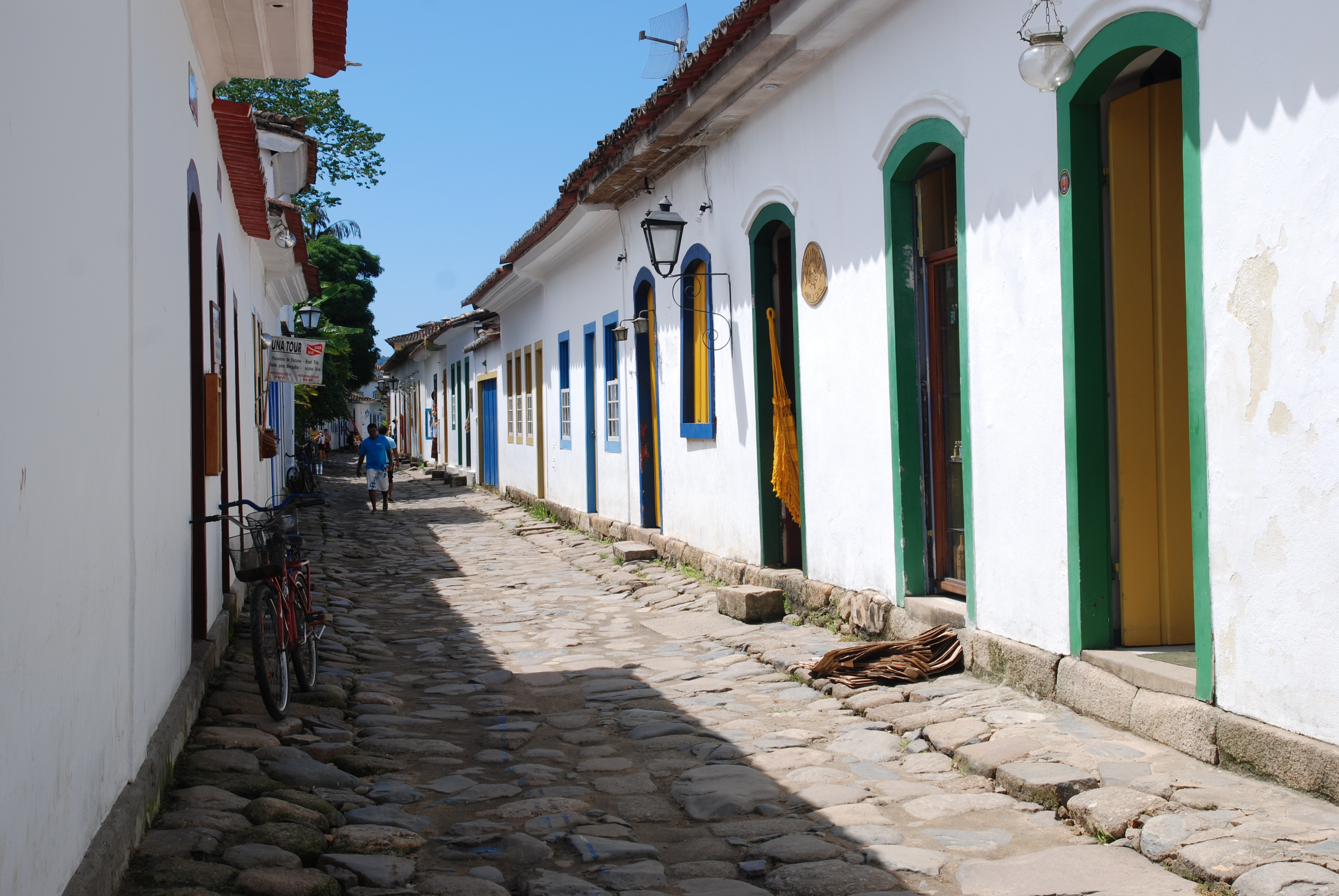
Rua de Paraty pavimentada com pedras irregulares.

### O século XIX e o ciclo do café
Para burlar a proibição ao tráfico de escravos decretada pelo regente Padre Diogo Antônio Feijó, o desembarque de africanos passa a ser feito em Paraty. As rotas, por onde antes circulava o ouro, passaram então a ser usadas para o tráfico e para o escoamento da produção cafeeira do vale do Paraíba, que então se iniciava.
À época do Segundo Reinado, um Decreto-lei de 1844, do imperador Pedro II do Brasil, elevou a antiga vila a cidade. Com a chegada da ferrovia a Barra do Piraí (1864) a produção passou a ser escoada por ela, condenando Paraty a um longo período de decadência.

### O ciclo do turismo
A cidade e o seu patrimônio foram preservados e reconhecidos como Patrimônio brasileiro, sendo o núcleo urbano colonial e seu conjunto arquitetônico acautelados pela legislação federal de proteção do patrimônio cultural – lei de tombamento, e redescobertos em 1964, com a reabertura da estrada que a ligava ao estado de São Paulo - a Paraty-Cunha -, vindo a constituir-se em um polo de atração turística. Desse modo, em 1958, o conjunto histórico de Paraty foi tombado pelo Instituto do Patrimônio Histórico e Artístico Nacional. O movimento turístico intensificou-se com a abertura da Rio-Santos (BR-101) em 1973.
Na década de 1980 indígenas Guarani M'bya, procedentes do sul do país, instalaram-se no município, nas atuais aldeias de Araponga e Paratimirim.
Hoje a cidade é o segundo polo turístico do estado do Rio de Janeiro e o 17º do país. O jornal The New York Times, destacou a cidade como destino cultural mais rico da Costa Verde. Foi uma das poucas cidades que não são capital de estado a receber a tocha dos Jogos Pan-americanos de 2007 nos dias que antecederam os jogos.

## Cultura

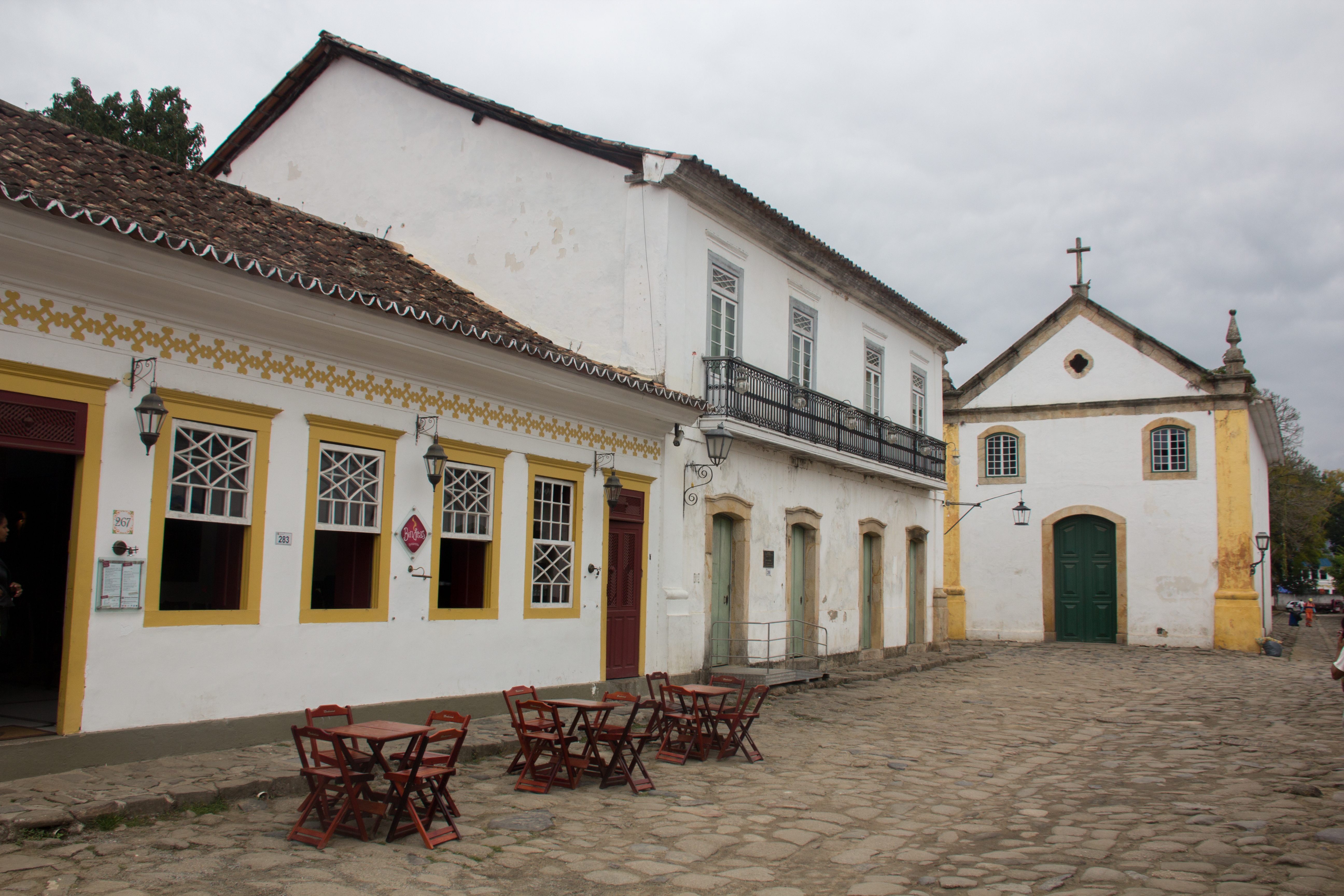
Edifício Benedito Domingos Gama com a Igreja de Nossa Senhora do Rosário e São Benedito ao fundo.

Em 5 de julho de 2019, a cidade colonial de Paraty e a Ilha Grande foram declaradas Patrimônio da Humanidade pela Unesco, por sua mistura única de riquezas históricas e naturais. Trata-se do primeiro lugar misto (patrimônio cultural e natural) do Brasil. A área reconhecida abrange 149 mil hectares e inclui o centro histórico de colônias de Paraty (fundada em 1667 e declarado patrimônio histórico no Brasil em 1958) e quatro reservas naturais ao redor, incluindo a Serra da Bocaina e a Ilha Grande, na região chamada de "Costa Verde". O governo brasileiro concentrou sua candidatura na coexistência de culturas locais, como indígenas, quilombolas (descendentes de negros escravizados) e comunidades costeiras de pescadores e artesãos. Além disso, segundo o Iphan, 85% da Mata Atlântica é preservada nessa área. A candidatura listou 36 espécies de plantas consideradas raras, sendo 29 endêmicas. Entre os tesouros históricos de Paraty, está um trecho da Estrada do Ouro, construída por escravos entre os séculos XVII e XIX, por onde transportavam os metais preciosos extraídos no interior de Minas Gerais até o porto de Paraty, destinados a Portugal. Antigas fazendas, fortificações, adegas de cachaça e sítios arqueológicos também fazem parte do circuito histórico.

### Eventos religiosos
- Semana Santa
- Festa do Divino Espírito Santo
- Festa de Santa Rita de Cássia
- Corpus Christi
- Festas em homenagem a São Pedro, Nossa Senhora dos Remédios, São Benedito e outros santos.

### Patrimônio edificado

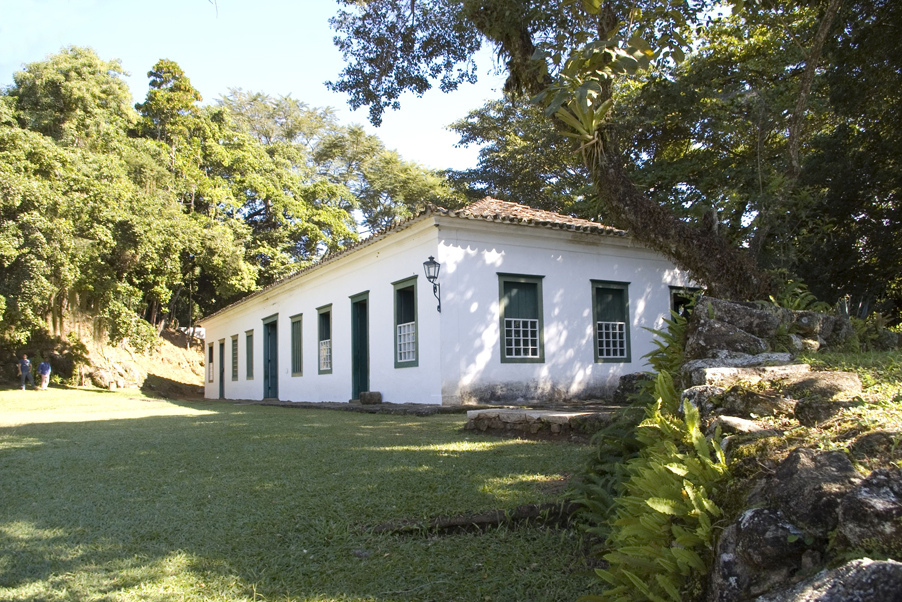
Forte Defensor Perpétuo

- Chafariz do Pedreira - à entrada da cidade, em mármore, foi iniciado em 1851 e inaugurado em 1853 pelo conselheiro Luís Pedreira do Couto Ferraz, então presidente da província do Rio de Janeiro, que, na ocasião, bebeu, em copo de ouro, as suas primeiras águas.
- Sobrado dos Bonecos e Passos da Paixão - localizado à Rua Tenente Francisco Antônio, nele se destaca o beiral em telhas de louça. O nome dos Bonecos veio das estátuas que encimavam a sua platibanda. No prédio vizinho, existe uma capela dos Passos da Paixão, aberta apenas para as procissões da Semana Santa.
- Antiga Cadeia Pública - atualmente, sedia a Secretaria de Cultura, Turismo e Esportes do município e o Instituto Histórico e Artístico de Parati.
- Rua do Fogo - é uma das poucas ruas da cidade que conserva o seu primitivo nome. Comunica um dos vértices do Largo de Santa Rita à Rua Maria Jácome de Melo.
- Rua Dona Geralda - Geralda Maria da Silva nasceu em Parati em 1807. Benemérita, herdou de seu pai grande fortuna, que a lenda local associa à descoberta de um tesouro de piratas.
- Mercado do Peixe - localiza-se à beira-mar, comercializando verduras e frutas.
- Rua da Praia - comunica o Mercado do Peixe à beira do rio Perequê-açu. Em determinadas luas, é inundada pelas águas da maré alta, que refletem o seu casario, espetáculo que atrai a atenção dos turistas.
- Rua Fresca - outrora denominada Rua das Dores (por abrigar a Igreja de Nossa Senhora das Dores), Rua Alegre e Rua do Mar, nela, se destaca o Sobrado dos Orleans e Bragança, próximo à Igreja de Nossa Senhora das Dores.
- Igreja Matriz de Nossa Senhora dos Remédios
- Igreja de Santa Rita de Cássia
- Igreja de Nossa Senhora do Rosário e São Benedito
- Igreja de Nossa Senhora das Dores
- Praça do Imperador
- Sobrados coloniais
- Santa Casa de Misericórdia de Parati
- Forte Defensor Perpétuo e Casa da Pólvora - o forte abriga o Centro de Artes e Tradições Populares de Parati.
- Capela da Generosa - localiza-se no Beco do Propósito, à margem do Rio Perequê-açu, onde morreu afogado Teodoro, um ex-escravo liberto, que ali se atreveu a pescar em uma sexta-feira santa. Em memória do fato, uma senhora de nome Maria Generosa, aí, fez erguer a capela, sob a invocação da Santa Cruz, que recebeu o nome da benfeitora.
- Oratório de Santa Cruz das Almas - também conhecido como Oratório de Santa Cruz dos Enforcados, localiza-se no antigo caminho para o pelourinho.
- Engenho da Muricana
- Engenho da Boa Vista - onde residiram os avós de Heinrich e Thomas Mann. O antigo engenho a vapor adquiriu fama por suas aguardentes, como a Azulina, produzida em alambique de barro e destilada com folhas de tangerina.
- Engenho do Bom Retiro - em 1908, a sua aguardente recebeu medalha de ouro na Exposição Nacional Comemorativa do 1º Centenário da Abertura dos Portos do Brasil.
- Aldeias guaranis de Araponga e Paratimirim - se localizam nos arredores da cidade.[24] Para sua visitação, é necessária uma autorização no posto da Fundação Nacional do Índio que se localiza nessas aldeias.

## CEP de Paraty
O CEP 23970-000 pertence a cidade de Paraty, estado do Rio de Janeiro. A cidade possui um único CEP por possuir menos que 50.000 habitantes em área urbana.